# Eurycea tridentifera
Espèce
Statut de conservation UICN

 VU D2 : Vulnérable
Eurycea tridentifera est une espèce d'urodèles de la famille des Plethodontidae.

## Répartition
Cette espèce est endémique du centre du Texas aux États-Unis. Elle se rencontre dans les comtés de Comal, de Bexar et de Kendall.

## Publication originale
- Mitchell & Reddell, 1965 : Eurycea tridentifera, a new species of troglobitic salamander from Texas and a reclassification of Typhlomolge rathbuni. Texas Journal of Science, vol. 17, p. 12-27.